# Ikom
Ikom est une zone de gouvernement local de l'État de Cross River au Nigeria,. C'est un royaume pré-colonial.

## Source
- (en) Cet article est partiellement ou en totalité issu de l’article de Wikipédia en anglais intitulé « Ikom » (voir la liste des auteurs).